# Mafeteng (cidade)
Mafeteng é a capital do distrito de Mafeteng, localizado em Lesoto. Sua população no censo de 1996 era de 20.804 habitantes.
1. ↑  «Mafeteng». VIAF (em inglês). Consultado em 27 de julho de 2021